# Mary Carleton
Pour les articles homonymes, voir Carleton.
Mary Moders Stedman dite Mary Carleton (née le 11 août 1642 à Canterbury en Angleterre et exécutée le 22 janvier 1673 au gibet de Tyburn après son procès à Old Bailey) était une Anglaise, connue pour s'être fait passer pour une princesse allemande, et avoir épousé plusieurs hommes (polyandrie).

## Jeunesse
Mary Moders naît à Canterbury en 1642, sous le règne de Charles Ier. Très jeune, elle épouse un ouvrier cordonnier nommé Thomas Stedman et donne naissance à deux enfants qui meurent en bas âge. Peu après, elle quitte son mari, sans divorcer, et part vivre à Douvres, où elle rencontre un chirurgien qu'elle séduit. Ils se marient rapidement. Mais lorsque le nouvel époux s'aperçoit de l'existence d'un autre mari, il la fait arrêter. Elle passe en jugement à Maidstone pour bigamie. Après le procès sans suite notable, elle se rend à Cologne où elle a une brève liaison avec un aristocrate local. Celui-ci lui fait de nombreux cadeaux de valeur, la supplie de l'épouser. Mary accepte encore, et les préparatifs du mariage commencent. Cependant, elle s'enfuit avant la cérémonie, avec les cadeaux et une partie de l'argent de ses hôtes. Elle traverse les Pays-Bas et parvient à rejoindre l'Angleterre.

## Vie criminelle
En 1663, à Londres elle prend une nouvelle identité, celle de la princesse van Wolway, orpheline arrivant de Cologne. Elle explique à qui veut l'entendre être née à Cologne, de Henry van Wolway, seigneur d'Holmstein, et avoir quitté l'Allemagne pour fuir un prétendant trop pressant.  C'est sous cet alias qu'elle rencontre John Carleton, beau-frère du propriétaire de la taverne "Exchange" qu'elle fréquente.  Séduit par la personnalité de la jeune princesse, il l'épouse.  Mais, peu de temps après le mariage, une lettre anonyme vient rompre la sérénité de l'union, dénonçant l'usurpation.
Elle est donc traduite en justice pour la seconde fois, en 1663, mais cette fois sous l'identité de Mary Carleton. Elle est accusée d'usurpation d'identité, et d'avoir par ce moyen séduit John Carleton.  Elle est également poursuivie pour bigamie.  À l'accusation de tromperie, elle répond que son mari s'était lui-même présenté sous le titre de lord, ce qu'il n'était pas.  Elle explique également que c'est son manque de dot qui a poussé Carleton à chercher la dissolution du mariage.  Un divorce aurait été pour lui un scandale qu'il ne pouvait pas se permettre.  Les deux parties du conflit publient des brochures pour soutenir leur version.  Mary Carleton est finalement acquittée.
Libre, Mary se met à écrire sur le sujet qu'elle connaît le mieux, elle-même, The case of Madam Mary Carleton, plus tard titré the German Princess, truely stated. Elle incarne également son propre personnage dans une pièce sur sa vie, et se fait de nombreux admirateurs, de nombreux cadeaux.  Elle finit d'ailleurs par épouser l'un de ces admirateurs.  Comme on pouvait s'y attendre, après quelque temps, elle le quitte un soir qu'il est ivre, le débarrassant de son argent, ses valeurs et ses clefs.
Elle se fait alors passer pour une jeune et riche héritière, qui fuit un mariage arrangé par son père.  Cette fois-ci, elle prend un complice qui lui fait parvenir de fausses lettres de sa famille.  Lorsque sa nouvelle hôtesse trouve les lettres « par hasard » et en prend connaissance, elle est convaincue de la véracité de l'histoire, et devient la complice d'une liaison entre Mary et son neveu.
Une nouvelle lettre apprend à tous que l'unique frère de l'héritière vient de mourir, et qu'il lègue à Mary tout ce qu'il possède, y compris sa part de l'héritage paternel à venir.  Cependant, pour que le subterfuge puisse se poursuivre, elle complète l'annonce par celle de la détermination de son père à la marier, envers et contre tout. L'amant convaincu du danger l'invite à se réfugier chez lui, et Mary Carleton, aidé du complice déguisé en femme de chambre, saisit l'occasion de cambrioler l'appartement et de disparaître à nouveau.
Au cours des dix années suivantes Mary Carleton utilise ces méthodes éprouvées pour plumer plusieurs autres hommes, souvent avec l'aide d'une femme de chambre.  La plupart de ces hommes sont trop gênés pour donner les suites judiciaires qui conviennent.  Elle est pourtant accusée plusieurs fois de vol, mais n'est emprisonnée que brièvement. 

## Incarcération et exécution
Elle est finalement arrêtée pour un vol d'argenterie, et est condamnée à la déportation en Jamaïque.  Toutefois, après deux ans d'exil, elle parvient à reprendre pied à Londres, où elle se fait à nouveau passer pour une riche héritière, et à épouser un pharmacien de Westminster.  Naturellement, elle le quitte et emporte ses économies. 
En décembre 1672, Mary Carleton est reprise lorsqu'un homme qu'elle a volé la reconnaît.  Le 16 janvier 1673, elle est jugée à Old Bailey.  Pour avoir quitté son lieu de déportation sans permission, elle est condamnée à mort.  Elle est pendue à Tyburn le 22 janvier.
En 1673, Francis Kirkman écrit et publie The Counterfeit Lady Unveiled, une fausse autobiographie.